# Арка (Ливан)
А́рка (араб. عرقا‎, финик. Irqata, ивр. ערקת‎, библ. Arqat) — прибрежное поселение суннитов недалеко от Миньяры (англ. Miniara) в районе Аккар, в 22 км к северо-западу от Триполи (Ливан).
Бывшая епархия стала престолом для двух католических церквей: маронитской и латинской. Здесь родился Римский император Александр Север. Местность известна теллем Арка — археологическим памятником эпохи неолита. Во время Крестовых походов на холме стоял стратегически важный замок.

## Названия
Город упоминается в античных Амарнских письменах, а также в ассирийских документах под названием Ирката (англ. Irqata). В Римской империи город назывался Кесария (англ. Caesarea) или Арка Кесария.

## История

### 1350 г. до н. э.Амарнские письмена, Ирката
Арка является одним из немногих городов-государств, чьё глиняное письмо фараону Древнего Египта сохранилось в Амарнском архиве. Ирката упоминается в 68 письме Риб-Адди, царя города Библ, как город-оплот против вторжения племён хабиру. После того, как царь Иркаты, Адуна, а также сам Риб-Адди были убиты, Библом стал править брат Риб-Адди, Или-Рапи (англ. Ili-Rapih), и город остался непобеждённым.
Во время затяжной осады Библа племенами хабиру старейшины Иркаты просили о помощи египетского фараона Эхнатона, который находился в городе Амарна.
Письмо озаглавлено: «От города Ирката Царю»

Эта табличка из города Ирката. Царю, нашему владыке: послание из Иркаты и её старейшин. Припадаем к ногам нашего царя семью семь раз. Владыке нашему солнцеликому: послание из Иркаты. Пусть сердце нашего царя радуется, что мы оберегаем Иркату для него.
Царь, наш владыка, изрёк: «Царь повелевает: „Защищайте Иркату!“» Сыновья предателя царя хотят навредить нам; Ирката хранит верность царю. Серебро было отдано Субари, а также кони и колесницы, так узнай мнение Иркаты. Когда мы получили табличку от царя, повелевающую напасть на земли, которые хабиру отобрали у царя, они вместе с нами воевали против врага нашего владыки, человека, которого ты поставил над нами. Правду говорим тебе — это мы стоим на защите земель. Пусть же царь, наш владыка, услышит слова свои верных слуг.
Одари своих верных слуг, чтобы враги наши увидели это и ели землю от зависти. Пусть дыхание царя обратится на нас. Мы будем держать ворота города на запоре, пока дыхание царя достигает нас. Жестока война против нас — ужасно! ужасно!

 цитата из таблички № 100, строки 1-44 (без сокращений)

### Эллинистическийи римский периоды
После смерти Александра Великого Арка сначала принадлежала лагидам, затем селевкидам. Когда Рим завладел западной частью Азии, Арка вошла в вассальное княжество некоего Соэма (англ. Sohaimos), умершего в 48 или 49 г. н. э. Потом город был включён в римскую провинцию Сирию, затем отошёл царю Иудеи Агриппе II. Плиний Старший упоминает город в числе тетрархий Сирии. Именно в этот период город стал называться Кесария, а чтобы отличать от прочих городов с таким же названием, Ливанская Кесария или Арка Кесария.
Во время правления императора Септимия Севера город вошёл в провинцию Финикия и стал называться Арка Финикийская. Во время правления его сына Каракаллы город стал колонией, а в 208 году там родился император Александр Север.

### Период Крестовых походов
Во время Первого крестового похода Арка стала важным стратегическим пунктом на пути из Триполи в Тартус и Хомс. Раймунд Тулузский безуспешно осаждал её в течение трёх месяцев в 1099 году. В 1108 году город был захвачен его племянником Гильомом II Иорданом и вошёл в графство Триполи. В 1167 и 1171 годах был атакован войсками атабека Нур ад-Дин Занги.
В 1265 или 1266 гг. город был окончательно завоёван мусульманскими войсками султана Бейбарса. Когда в 1289 году султан Калаун аль-Мансур завоевал и разрушил до основания город Триполи, Арка потеряла своё стратегическое значение и впоследствии упоминалась только в церковных летописях.

## История религии
В Арке Финикийской поселился христианский епископ римской провинции Финикия, суффраган митрополита Тирского.
Среди епископов известны:
- Люциан (англ. Lucianus), проповедовавший постулаты Первого Никейского собора на синоде в Антиохии в 363 г.
- Александр (англ. Alexander), который участвовал в Первом Константинопольском соборе в 381 г.;
- Реверентий (англ. Reverentius), который стал архиепископом Тирским;
- Марселлин (англ. Marcellinus), который принимал участие в Эфесском соборе в 431 г.;
- Епифаний (англ. Epiphanius), который принимал участие в синоде в Антиохии в 448 г.;
- Гераклит (англ. Heraclitus), который принимал участие в Халкидонском соборе в 451 г. и подписал протест, который епископы провинции Финикия направили в 458 г. византийскому императору Льву Фракийскому после убийства патриарха Протерия Александрийского.

В настоящее время в городе расположены престолы маронитской и латинской церквей.

### Престол латинской церкви
В номинально восстановленном диоцезе с XVIII века служили титулярные епископы.
В настоящее время должность не занята. Епископы:
- Pedro del Cañizo Losa y Valera (1726.09.21 — ?)
- Józef Krystofowicz (1809.03.28 — 1816.02.26)
- Francisco de Sales Crespo y Bautista (1861.12.23 — 1875.07.05)
- Pierre-Marie Le Berre, Конгрегация Святого Духа (1877.09.07 — 1891.07.16)
- Claude Marie Dubuis (1892.12.16 — 1895.05.22)
- Alfredo Peri-Morosini (1904.03.28 — 1931.07.27)
- Жан-Эдуар-Люсьен Рупп (1954.10.28 — 1962.06.09), ауксилиарий Франции Восточной Сирийской церкви, позднее епископ архиепархии Монако (1962.06.09 — 1971.05.08), постоянный дипломатический представитель Папы римского в Ираке (1971.05.08 — 1978); позднее титулярный епископ Дионисиополиса (англ. Dionysiopolis) (1971.05.08 — 1983.01.28), постоянный дипломатический представитель Папы римского в Кувейте (1975—1978), постоянный наблюдатель при офисе ООН в Женеве (1978—1980)
- Hugo Aufderbeck (1962.06.19 — 1981.01.17)

### Престол маронитской церкви
Учреждён как Престол титулярного епископа Арки (итал. Arca dei Maroniti in Curiate Italian). В 1931 году развился в Престол титулярного архиепископа Арки в Армении. В 1941 году был закрыт, но в 1950 году вновь восстановлен как Престол титулярного епископа Арки в Финикии.
Епископы:
- Abdallah Nujaim (1950.07.25 — 1954.04.04)
- избранный епископ João Chedid из монашеского ордена мариамитов (1956.05.04 — 1956.05.04), ауксилиарий Бразилии Восточной Сирийской церкви (1956.05.04 — 1971.11.29), позднее епископ епархии Пресвятой Девы Марии Ливанской в Сан-Паулу (Бразилия) (1971.11.29 — 1988.02.27), архиепископ там же (1988.02.27 — 1990.06.09)
- Roland Aboujaoudé (1975.07.12 — …), ауксилиарий в отставке епархии маронитов Антиохии (Ливан)